# Atom Smasher
Atom Smasher (stavas ibland med bindestreck) är en superhjälte från DC Comics. Han är före detta medlem av Infinity, Inc., JLA och JSA. Han kallades tidigare för Nuklon.
Hans riktiga namn är Albert Rothstein och han är gudson till superhjälten Atom (Al Pratt). Han ärvde sina superkrafter (superstyrka och förmåga att kontrollera sin kropps molekylära struktur) från superskurken Cyclotron.